# Amersid
Amersid  (in arabo امرصيد‎?) è un centro abitato e comune rurale del Marocco situato nella provincia di Midelt, regione di Drâa-Tafilalet. Conta una popolazione di 5 857 abitanti (censimento 2014).